# Глобурау (Караш-Северин)
Глобурау (рум. Globurău) насеље је у Румунији у округу Караш-Северин у општини Мехадија. Oпштина се налази на надморској висини од 317 m.

## Прошлост
Аустријски царски ревизор Ерлер је 1774. године констатовао да место припада Оршовском округу и дистрикту. Село има милитарски статус а становници су Власи.

## Становништво
Према подацима из 2002. године у насељу је живело 284 становника, од којих су сви румунске националности.